# Jan Foltyn

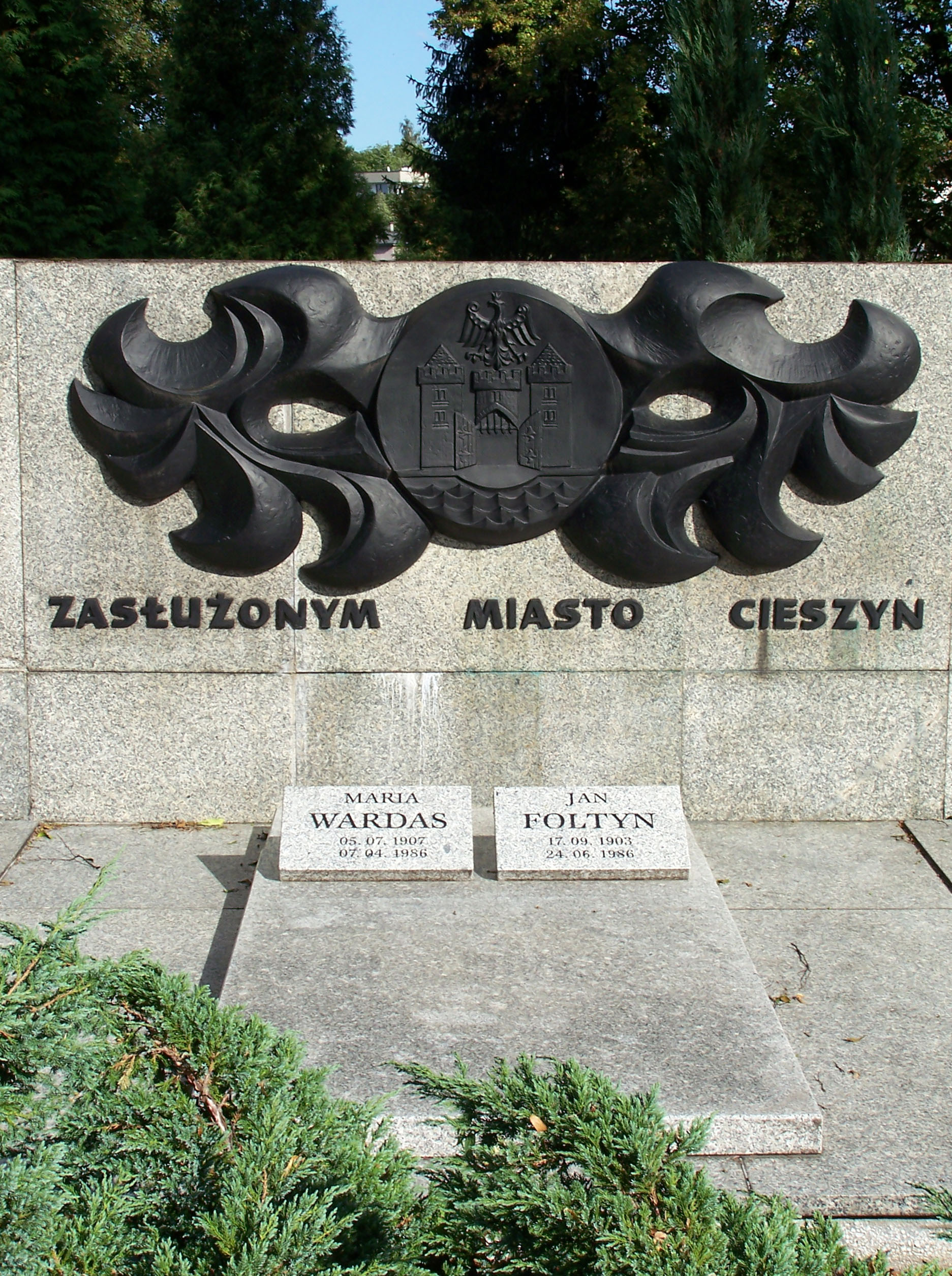
Grób Marii Wardas i Jana Foltyna na Cmentarzu Komunalnym w Cieszynie

Jan Foltyn (ur. 17 września 1903 w Kończycach Wielkich, zm. 24 czerwca 1986 w Cieszynie) – polski nauczyciel i działacz społeczny.

## Życiorys
Brat Franciszka. W 1924 ukończył Seminarium Nauczycielskie w Cieszynie. W latach 1924–1932 był nauczycielem w Pogwizdowie, a od 1932 do 1939 kierownikiem szkoły w Mnisztwie (obecnie w granicach Cieszyna). W 1937 objął kierownictwo w nowo utworzonym cieszyńskiej sekcji Okręgu Stowarzyszenia Śpiewaków Śląskich.
W pierwszych latach II wojny światowej pracował w mleczarni, od 1941 do 1944 więziono go w Zwickau, Bytomiu i Raciborzu.
Po zakończeniu wojny był kolejno: kierownikiem Szkół Podstawowych nr 3 i 4 w Cieszynie (1945–1948), podinspektorem szkolnym (1948–1953), wiceprzewodniczącym Rady Narodowej w Cieszynie (1955–1956), przewodniczącym Miejskiej Rady Narodowej w Cieszynie (1956–1958), kierownikiem szkolenia kadr (1959–1963) i kierownikiem administracyjnym Teatru Miejskiego w Cieszynie (1964–1976).
Działacz Macierzy Ziemi Cieszyńskiej, w latach 1949–1956 był jej prezesem. Był również organizatorem cieszyńskiego Towarzystwa Wiedzy Powszechnej (działającego w powiecie od 1950).
Jego żona, Maria, była dyrektorką Państwowej Szkoły Muzycznej w Cieszynie.
Zmarł w Cieszynie. Pochowany na Centralnym Cmentarzu Komunalnym przy ul. Katowickiej w Cieszynie (sektor VI-A-7).

## Odznaczenia
- Srebrny Wawrzyn Akademicki (5 listopada 1938)[6]